# Моррис, Фред (футболист, 1893)
Фредерик Моррис (англ. Frederick Morris; 27 августа 1893 — 4 июля 1962) — английский футболист, выступавший на позиции левого инсайда. Наиболее известен по выступлениям за клуб «Вест Бромвич Альбион», а также за национальную сборную Англии.

## Клубная карьера
Родился в Типтоне (на тот момент — графство Стаффордшир), выступал за местные школьные команды. Затем играл за клубы «Белл Стрит Примитвс», «Типтон Виктория» и «Реддитч». В мае 1911 года перешёл в «Вест Бромвич Альбион», вскоре став одним из ключевых игроков клуба. В годы Первой мировой войны в качестве гостя играл за клубы «Фулхэм» и «Уотфорд». В первом послевоенном сезоне помог «дроздам» выиграть чемпионский титул. В том сезоне «Вест Бромвич Альбион» набрал рекордные 60 очков и забил рекордные 104 гола в чемпионате, 37 из которых забил Моррис, ставший лучшим бомбардиром Первого дивизиона. В общей сложности Моррис провёл за «Альбион» 287 матчей и забил 118 голов в рамках лиги.
В августе 1924 года покинул «Вест Бромвич Альбион», став игроком «Ковентри Сити». В следующем году перешёл в «Оукенгейтс Таун». В 1930 году завершил карьеру игрока.
Умер в Типтоне в июле 1962 года.

## Карьера в сборной
10 апреля 1920 года дебютировал за национальную сборную Англии в матче против сборной Шотландии, отметившись забитым мячом. 23 октября того же года провёл свой второй (и последний) матч за сборную Англии, сыграв против сборной Ирландии.

#### Матчи за сборную Англии
| № | Дата            | Стадион                  | Соперник  | Результат | Голы Чадуика | Турнир             |
| - | --------------- | ------------------------ | --------- | --------- | ------------ | ------------------ |
| 1 | 10 апреля 1920  | «Хиллсборо», Шеффилд     | Шотландия | 5:4       | 67′          | Домашний чемпионат |
| 2 | 23 октября 1920 | «Рокер Парк», Сандерленд | Ирландия  | 2:0       |              | Домашний чемпионат |

## Достижения

### Командные достижения
- Чемпион Англии: 1919/20
- Обладатель Суперкубка Англии: 1920

### Личные достижения
- Лучший бомбардир Первого дивизиона: 1919/20 (37 голов)[7]
- Лучший бомбардир «Вест Бромвич Альбион» (3): 1914/15, 1919/20, 1920/21[2]

## Статистика выступлений
| Клуб                 | Сезон            | Лига | Лига | Кубок Англии | Кубок Англии | Прочие | Прочие | Итого | Итого |
| Клуб                 | Сезон            | Игры | Голы | Игры         | Голы         | Игры   | Голы   | Игры  | Голы  |
| -------------------- | ---------------- | ---- | ---- | ------------ | ------------ | ------ | ------ | ----- | ----- |
| Вест Бромвич Альбион | 1911/12          | 6    | 3    | 0            | 0            | 0      | 0      | 6     | 3     |
| Вест Бромвич Альбион | 1912/13          | 19   | 9    | 3            | 0            | ?      | 0      | 22+   | 9     |
| Вест Бромвич Альбион | 1913/14          | 26   | 6    | 2            | 1            | 1      | 1      | 29    | 8     |
| Вест Бромвич Альбион | 1914/15          | 28   | 11   | 1            | 0            | 1      | 1      | 30    | 12    |
| Вест Бромвич Альбион | 1918/19          | -    | -    | -            | -            | 3      | 2      | 3     | 2     |
| Вест Бромвич Альбион | 1919/20          | 39   | 37   | 1            | 0            | 1      | 0      | 41    | 37    |
| Вест Бромвич Альбион | 1920/21          | 37   | 16   | 1            | 0            | 1      | 1      | 39    | 17    |
| Вест Бромвич Альбион | 1921/22          | 38   | 11   | 4            | 0            | 1      | 1      | 43    | 12    |
| Вест Бромвич Альбион | 1922/23          | 40   | 14   | 4            | 2            | ?      | 0      | 44+   | 16    |
| Вест Бромвич Альбион | 1923/24          | 30   | 5    | 4            | 1            | 0      | 0      | 34    | 6     |
| Вест Бромвич Альбион | Итого            | 263  | 112  | 20           | 4            | 8+     | 6      | 291+  | 122   |
| Ковентри Сити        | 1924/25          | 24   | 8    | 1            | 0            | 0      | 0      | 25    | 8     |
| Ковентри Сити        | Итого            | 24   | 8    | 1            | 0            | 0      | 0      | 25    | 8     |
| Всего за карьеру     | Всего за карьеру | 287  | 120  | 21           | 4            | 8+     | 6      | 316+  | 130   |